# Aigle des steppes

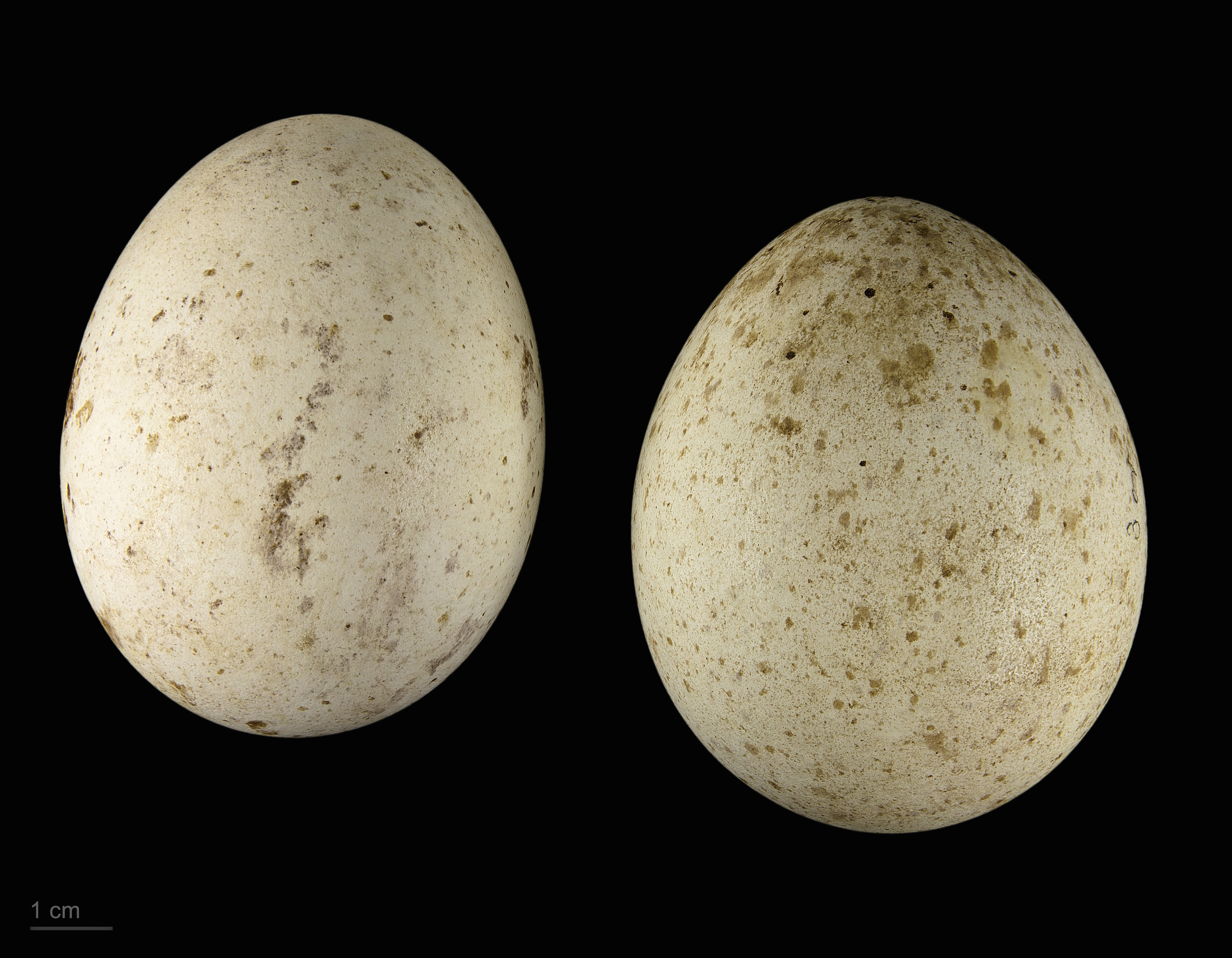
Œufs de Aquila nipalensis - Muséum de Toulouse

Aquila nipalensis
Espèce
Statut de conservation UICN

 EN A2abcd+3bcd+4abcd : En danger
Statut CITES
Répartition géographique
- habitat permanent
- zone d'hivernage
- nidification

L'Aigle des steppes (Aquila nipalensis) est une espèce de rapaces diurnes appartenant à la famille des Accipitridae.

## Description
Il mesure de 62 à 81 cm de longueur et a une envergure de 165 à 200 cm. Les femelles pesant 2,3 à 4,1 kg sont légèrement plus grandes que les mâles qui font de 2 à 3,5 kg. Il a les parties supérieures, les rémiges des ailes et la queue brun noir. Cette espèce est plus grande et plus sombre que l'Aigle ravisseur dont elle est proche, et il a la gorge pâle ce qui manque dans l'autre espèce.
Les immatures sont moins contrastés que les adultes, mais les deux présentent des variations dans la couleur du plumage.

## Alimentation
Il se nourrit essentiellement de charognes fraîches de toutes sortes mais il peut tuer les rongeurs et autres petits mammifères jusqu'à la taille d'un lièvre et des oiseaux jusqu'à la taille d'une perdrix. Il peut également voler la nourriture d'autres rapaces.

## Reproduction
La femelle pond de 1 à 3 œufs dans un nid de grosses branches dans un arbre.

## Cri
Son cri rappelle un peu celui du corbeau mais c'est un oiseau plutôt silencieux, sauf en cas de parade en vol.

## Répartition
Cet oiseau se trouve depuis les steppes de la Roumanie, dans le sud de la Russie et les steppes d'Asie centrale jusqu'en Mongolie. Les oiseaux d'Europe et d'Asie centrale hivernent en Afrique et les oiseaux de l'Est en Inde.

## Habitat
Il préfère les habitats ouverts secs comme les déserts, les semi-déserts, les steppes ou les savanes.

## Sous-espèces
D'après la classification de référence (version 14.1, 2024) de l'Union internationale des ornithologues, l'Aigle des steppes possède 2 sous-espèces (ordre philogénique) :
- Aquila nipalensis orientalis Cabanis, 1854 ;
- Aquila nipalensis nipalensis Hodgson, 1833.

## Emblème
C'est l'oiseau national de l'Égypte et du Kazakhstan et il figure sur le drapeau de ce dernier pays.